# Шериф (телесериал)
«Шериф» (другие варианты перевода — «Маршал», «Заместитель»; англ. Deputy) — американский телесериал в жанре драмы и вестерна, премьера состоялась 2 января 2020 года на американском телеканале FOX. 3 апреля 2020 года американский канал FOX закрыл сериал после одного сезона.

## Сюжет
Шериф Округа Лос-Анджелес умирает от сердечного приступа. Согласно Уставу Округа, его место, вплоть до новых выборов, должен занять помощник шерифа с наибольшим опытом работы. Обязанности шерифа будет исполнять сержант Холлистер, полицейский в пятом поколении, известный своей принципиальностью и жёсткостью.

## В ролях
- Стивен Дорфф — Билл Холлистер, исполняющий обязанности шерифа Округа Лос-Анджелес
- Яра Мартинес — Паула Рейес, жена Холлистера, хирург-травматолог
- Майкл Харни — Уильям Холлистер старший, отец Билла Холлистера
- Бекс Тэйлор-Клаус — Брианна Бишоп, помощник Холлистера (водитель-телохранитель)
- Карруче Тран — Женевьева, подруга Брианны Бишоп
- Брайан Ван Холт — Кейд Ворд, помощник шерифа, в прошлом морпех
- Марк Мозес — Джерри Лондон, первый помощник шерифа
- Джош Хелман — помощник шерифа Картер
- Сиена Гойнс[англ.] — помощник шерифа Рейчел Куинн
- Шейн Пол Макги[англ.] — помощник шерифа Джозеф Харрис
- Джейми Рэй Ньюман — окружной прокурор Кэрол Райли
- Наталья Сиглиути — Тереза Уорд
- Дженни Гаго — Анжелика Рейес
- Джейсон Уайлс[англ.] — Дэвид Браудер

## Обзор сезонов
| Сезон | Сезон | Эпизоды | Дата показа   | Дата показа   | Рейтинг Нильсона | Рейтинг Нильсона       |
| Сезон | Сезон | Эпизоды | Премьера      | Финал         | Ранк             | Зрители США (миллионы) |
| ----- | ----- | ------- | ------------- | ------------- | ---------------- | ---------------------- |
|       | 1     | 13      | 2 января 2020 | 26 марта 2020 | 60               | 6,34                   |

## Список эпизодов

### Сезон 1 (2020)
| № общий | № в сезоне | Название                           | Режиссёр     | Автор сценария                                                  | Дата премьеры   | Произв. код | Зрители в США (млн) |
| --- | ---------- | ---------------------------------- | ------------ | --------------------------------------------------------------- | --------------- | ----------- | ------------------- |
| 1 | 1          | «День выпуска» «Graduation Day»    | Дэвид Эйер   | Уилл Билл                                                       | 2 января 2020   | 101         | 4.75                |
| Когда новоизбранный шериф Лос-Анджелеса умирает, Билл Холлистер внезапно получает роль руководителя одной из крупнейших полицейских сил в мире. Интересуясь только правосудием, Билл командует командой лучших людей Лос-Анджелеса по всему округу, включая заместителя Кейда Уорда, заместителя Брианны Бишоп и заместителя Джозефа Харриса. Опасности работы часто приводят к больнице округа Лос-Анджелес, где Билл часто сталкивается с доктором Паулой Рейес, главным травматологом больницы, и его женой. |            |                                    |              |                                                                 |                 |             |                     |
| 2 | 2          | «10-8 Преступники» «10-8 Outlaws»  | Дэвид Эйер   | Кимберли Харрисон                                               | 9 января 2020   | 102         | 4.03                |
| Изо всех сил пытаясь смириться с новыми обязанностями своей роли Шерифа, Билл отказывается оставаться в стороне, когда появляется преступник, с которым он лично связан. Тем временем в кадре появляются два новых помощника шерифа: Габриэль Луна, офицер по обучению, наблюдающий за классом новых помощников Харриса, и Чарли Минник. Кроме того, заместитель шерифа Джерри Лондон и Билл продолжают бороться за контроль над департаментом.                                                                 |            |                                    |              |                                                                 |                 |             |                     |
| 3 | 3          | «Падение Маршала» «Deputy Down»    | Крис Грисмер | Джон Ковени                                                     | 16 января 2020  | 103         | 3.66                |
| 4 | 4          | «10-8 Файерстоун» «10-8 Firestone» | Милан Чейлов | История: Аттикус Ист Телеадаптация: Клэй Сенешаль & Джон Ковени | 23 января 2020  | 104         | 3.26                |
| 5 | 5          | «10-8 Black & Blue»                | Неизвестно   | Неизвестно                                                      | 30 января 2020  | 105         | 3.34                |
| 6 | 6          | «10-8 Do No Harm»                  | Неизвестно   | Неизвестно                                                      | 6 февраля 2020  | 106         | 3.52                |
| 7 | 7          | «10-8 Search and Rescue»           | Неизвестно   | Неизвестно                                                      | 13 февраля 2020 | 107         | 3.42                |
| 8 | 8          | «10-8 Selfless»                    | Неизвестно   | Неизвестно                                                      | 20 февраля 2020 | 108         | 3.33                |
| 9 | 9          | «10-8 Entitlements»                | Неизвестно   | Неизвестно                                                      | 27 февраля 2020 | 109         | 3.65                |
| 10 | 10         | «10-8 School Ties»                 | Неизвестно   | Неизвестно                                                      | 5 марта 2020    | 110         | 3.33                |
| 11 | 11         | «10-8 Paperwork»                   | Неизвестно   | Неизвестно                                                      | 12 марта 2020   | 111         | 3.53                |
| 12 | 12         | «10-8 Agency»                      | Неизвестно   | Неизвестно                                                      | 19 марта 2020   | 112         | 3.94                |
| 13 | 13         | «10-8 Bulletproof»                 | Неизвестно   | Неизвестно                                                      | 26 марта 2020   | 113         | 3.93                |

## Производство

### Разработка
5 февраля 2019 года телеканал FOX одобрил съемки пилотного эпизода телесериала.